# Monumentos budistas de la región de Hōryū-ji
La declaración como Patrimonio de la Humanidad de la Unesco de los Monumentos budistas en la región de Hōryū-ji incluye una variedad de edificios que se encuentran en Hōryū-ji y Hokki-ji en la Prefectura de Nara, Japón. Fueron designados en 1993, junto con el paisaje circundante, en virtud de varios criterios. Las estructuras inscritas son algunos de los edificios más antiguos de madera en el mundo, datados entre los siglos VII y VIII. Muchos de los monumentos son también Tesoro Nacional de Japón, y reflejan una época importante de la influencia budista en Japón. Las estructuras incluyen 21 edificios en el templo oriental de Hōryū-ji, 9 en el templo occidental, 17 monasterios y otros edificios, así como la pagoda de Hokki-ji.

## Lista de sitios
| Nombre                                   | Tipo   | Localización                     | Imagen |
| ---------------------------------------- | ------ | -------------------------------- | ------ |
| Edificios de Hōryū-ji (法隆寺 Hōryū-ji?) | Templo | Ikaruga-chō, Ikoma-gun, Nara-ken |        |
| Pagoda de Hokki-ji (法起寺 Hokki-ji?)    | Templo | Ikaruga-chō, Ikoma-gun, Nara-ken |        |